# Midján
Midján (hebrejsky מִדְיָן‎, arabsky مدين‎) je území nacházející se podle výkladu Bible a Koránu pravděpodobně na severozápadě Saúdské Arábie na východním pobřeží Akabského zálivu. Jako Midjánci jsou označováni lidé sídlící na tomto území. Midján snad sahal až k severovýchodu Rudého moře. Jiní vědci se domnívají, že se jednalo o území nacházející se v okolí dnešního Súdánu. Panují též dohady, že se nejednalo o zeměpisný útvar, ale o kmenovou ligu.
Název či jméno Midján se vykládá jako „Spor“. V aramejštině ovšem slovo midján může též znamenat „uzel“ či „komplikaci“, tzn. něco, čím se může zablokovat duchovní spojení mezi člověkem a Bohem. Podle židovské tradice se jedná o národ, který vzešel z potomků Abrahamovy druhé ženy Ketury, „kteří žili v pohoří Hidžáz v severní části Arabského poloostrova, na východním břehu Eilatského zálivu.“